# イサベル・クララ・エウヘニア
イサベル・クララ・エウヘニア・デ・アウストリア（Isabel Clara Eugenia de Austria, 1566年8月12日 - 1633年12月1日）は、オーストリア大公アルブレヒト（ルドルフ2世の弟）の妃。

## 生涯
スペイン国王フェリペ2世と、3度目の王妃エリザベート・ド・ヴァロワの娘として、セゴビアで誕生した。父フェリペは息子の誕生より嬉しいと歓喜したと伝えられている（この時、フェリペには最初の王妃ポルトガル王女マリアの生んだ長男カルロスがいた。しかし、2人は不幸な断絶状態にあった）。イサベルの母エリザベートは、最初はカルロスの婚約者だった。政治的な理由から、フェリペが彼女を後添えに望んだのだった。このような政略結婚でも、フェリペはエリザベートを大事にし、彼女が天然痘を患ったときにもそばにいようとしたという。エリザベートは1564年の最初の妊娠で双子の女児を流産した。次に生んだのがイサベルで、その1年後にはカタリーナ・ミカエラを生んだ。1568年10月にエリザベートは男児を流産し、そのまま帰らぬ人となった。
イサベルは妹カタリーナとともに、父と継母アナに可愛がられて育った。フェリペは冷徹で愛情薄い男性だったと多くの伝記に描かれているが、彼が娘たちにあてた手紙には「お前の善良な父より」と愛情込めて署名されており、エリザベートの生んだ王女たちを愛していたことが窺える。
1568年、2歳のイサベルはルドルフ2世と婚約した。ルドルフの母親マリアは父フェリペの妹であるため、2人は従兄妹同士だった。しかし結婚に対して興味のない奇人ルドルフにより、イサベルは20年以上待たされることになった。
イサベルは、父フェリペのそばで補佐することを許されており、イタリア語で書かれた書類をスペイン語に翻訳していた。彼女は父の亡くなる1598年まで、そうやって父のそばで仕えていた。
1599年、30歳を過ぎたイサベルは、従兄にあたるアルブレヒトと結婚した。彼はトレド大司教であったため、ローマ教皇クレメンス8世に還俗の許可を得てからの結婚となった。その1年前に亡くなったフェリペは、スペイン領ネーデルラントの統治を娘イサベルとその夫に任せると遺言していた。1601年から、2人は共同統治者としてネーデルラントを治めた。夫の死後はイサベルが総督となった。2人が治めていた時代は、ネーデルラントの黄金時代と呼ばれた。さかのぼること40年近く続いた八十年戦争が沈静化し、南ネーデルラントの経済が平和を安定化の方向に導いた。2人は多くの芸術家のパトロンとなり、フランドル・バロック文化の花咲く要因となった。
イサベルはアルブレヒトとの間にフィリップ、アルブレヒト、アンナ・マウリティアの3子を生んだが、いずれも夭折した。
1621年、アルブレヒトに先立たれたイサベルは聖クララ女子修道会に入門した。1633年、彼女は総督の地位を甥フェルナンド枢機卿に譲った。
| 爵位・家督         | 爵位・家督                         | 爵位・家督         |
| ------------------ | ---------------------------------- | ------------------ |
| 先代 フィリップ5世 | ブルゴーニュ女公 1598年 - 1621年   | 次代 フィリップ6世 |
| 爵位・家督         |                                    |                    |
| 先代 フィリップ4世 | ブラバント女公 1598年 - 1621年     | 次代 フィリップ5世 |
| 爵位・家督         |                                    |                    |
| 先代 フィリップ4世 | リンブルフ女公 1598年 - 1621年     | 次代 フィリップ5世 |
| 爵位・家督         |                                    |                    |
| 先代 フィリップ3世 | ルクセンブルク女公 1598年 - 1621年 | 次代 フィリップ4世 |
| 爵位・家督         |                                    |                    |
| 先代 フィリップ7世 | ブルゴーニュ伯 1598年 - 1621年     | 次代 フィリップ8世 |
| 爵位・家督         |                                    |                    |
| 先代 フィリップ5世 | ナミュール辺境伯 1598年 - 1621年   | 次代 フィリップ6世 |
| 爵位・家督         |                                    |                    |
| 先代 フィリップ5世 | フランドル伯 1598年 - 1621年       | 次代 フィリップ6世 |
| 爵位・家督         |                                    |                    |
| 先代 フィリップ3世 | エノー伯 1598年 - 1621年           | 次代 フィリップ4世 |
| 爵位・家督         |                                    |                    |
| 先代 フィリップ7世 | アルトワ伯 1598年 - 1621年         | 次代 フィリップ8世 |
| 爵位・家督         |                                    |                    |
| 先代 フィリップ5世 | シャロレー伯 1599年 - 1633年       | 次代 フィリップ6世 |